# 1. Fußball-Club Kaiserslautern 2006-2007
Questa voce raccoglie le informazioni riguardanti il 1. Fußball-Club Kaiserslautern nelle competizioni ufficiali della stagione 2006-2007.

## Stagione
Nella stagione 2006-2007 il Kaiserslautern, allenato da Wolfgang Funkel, concluse il campionato di 2. Bundesliga al 6º posto. In Coppa di Germania il Kaiserslautern fu eliminato al secondo turno dal Bayern Monaco.

## Rosa
| N. |                         | Ruolo | Calciatore         |
| -- | ----------------------- | ----- | ------------------ |
| 1  | Austria (bandiera)      | P     | Jürgen Macho       |
| 2  | Burkina Faso (bandiera) | D     | Moussa Ouattara    |
| 3  | Francia (bandiera)      | D     | Mathieu Béda       |
| 5  | Algeria (bandiera)      | D     | Ismaël Bouzid      |
| 6  | Germania (bandiera)     | C     | Silvio Meißner     |
| 7  | Germania (bandiera)     | C     | Sebastian Reinert  |
| 8  | Austria (bandiera)      | C     | Stefan Lexa        |
| 9  | Algeria (bandiera)      | A     | Noureddine Daham   |
| 10 | Germania (bandiera)     | A     | Benjamin Auer      |
| 11 | Germania (bandiera)     | A     | Marcel Ziemer      |
| 11 | Germania (bandiera)     | C     | Daniel Halfar      |
| 13 | Brasile (bandiera)      | C     | Ricardo Villar     |
| 14 | Nigeria (bandiera)      | A     | Emeka Opara        |
| 15 | Canada (bandiera)       | C     | Josh Simpson       |
| 16 | Germania (bandiera)     | C     | Axel Bellinghausen |
| 17 | Slovacchia (bandiera)   | C     | Balazs Borbely     |

| N. |                      | Ruolo | Calciatore         |
| -- | -------------------- | ----- | ------------------ |
| 18 | Norvegia (bandiera)  | A     | Azar Karadaş       |
| 19 | Finlandia (bandiera) | C     | Aki Riihilahti     |
| 21 | Tunisia (bandiera)   | D     | Aïmen Demai        |
| 22 | Germania (bandiera)  | C     | Steffen Bohl       |
| 23 | Germania (bandiera)  | C     | Sven Müller        |
| 24 | Germania (bandiera)  | D     | Matthias Henn      |
| 25 | Germania (bandiera)  | P     | Tobias Sippel      |
| 26 | Francia (bandiera)   | D     | Grégory Vignal     |
| 27 | Germania (bandiera)  | P     | Florian Fromlowitz |
| 29 | Germania (bandiera)  | D     | Andreas Gaebler    |
| 30 | Ungheria (bandiera)  | C     | Tamás Hajnal       |
| 33 | Germania (bandiera)  | A     | Christoph Werner   |
| 34 | Germania (bandiera)  | D     | Fabian Schönheim   |
| 35 | Germania (bandiera)  | C     | Michael Lehmann    |
| 38 | Germania (bandiera)  | D     | Sascha Kotysch     |

## Organigramma societario
Area tecnica
- Allenatore: Wolfgang Funkel
- Allenatore in seconda:
- Preparatore dei portieri: Gerald Ehrmann
- Preparatori atletici:

## Calciomercato

### Sessione estiva
| Acquisti | Acquisti          | Acquisti              | Acquisti |
| R.       | Nome              | da                    | Modalità |
| -------- | ----------------- | --------------------- | -------- |
| D        | Ismaël Bouzid     | MC Alger              |          |
| A        | Noureddine Daham  | MC Alger              |          |
| D        | Aïmen Demai       | Saarbrücken           |          |
| C        | Tamás Hajnal      | Sint-Truiden          |          |
| A        | Azar Karadaş      | Portsmouth            |          |
| C        | Stefan Lexa       | Eintracht Francoforte |          |
| C        | Sven Müller       | Norimberga            |          |
| D        | Moussa Ouattara   | Legia Varsavia        |          |
| A        | Nicolás Pavlovich | Saturn                |          |
| C        | Ricardo Villar    | Jeonnam Dragons       |          |
| C        | Aki Riihilahti    | Crystal Palace        |          |
| C        | Josh Simpson      | Millwall              |          |

| Cessioni | Cessioni          | Cessioni          | Cessioni |
| R.       | Nome              | da                | Modalità |
| -------- | ----------------- | ----------------- | -------- |
| A        | Halil Altıntop    | Schalke 04        |          |
| D        | Stefan Blank      | Duisburg          |          |
| C        | Daniel Damm       | Wehen Wiesbaden   |          |
| C        | Marco Engelhardt  | Norimberga        |          |
| D        | Ingo Hertzsch     | Augusta           |          |
| D        | Jon Inge Høiland  | Malmö FF          |          |
| D        | Marcelo Pletsch   | Paniōnios         |          |
| C        | Mihael Mikić      | Rijeka            |          |
| D        | Hervé Nzelo-Lembi | Stal' Kam"jans'ke |          |
| C        | Torsten Reuter    | Saarbrücken       |          |
| C        | Thomas Riedl      | FC Superfund      |          |
| A        | Boubacar Sanogo   | Amburgo           |          |
| C        | Ervin Skela       | Ascoli            |          |
| D        | Timo Wenzel       | Augusta           |          |

### Sessione invernale
| Acquisti | Acquisti         | Acquisti        | Acquisti |
| R.       | Nome             | da              | Modalità |
| -------- | ---------------- | --------------- | -------- |
| A        | Benjamin Auer    | Bochum          |          |
| A        | Emeka Opara      | Étoile du Sahel |          |
| D        | Grégory Vignal   | Lens            |          |
| A        | Christoph Werner | SV Bernbach     |          |
| C        | Silvio Meißner   | Stoccarda       |          |

| Cessioni | Cessioni          | Cessioni         | Cessioni |
| R.       | Nome              | da               | Modalità |
| -------- | ----------------- | ---------------- | -------- |
| A        | Nicolás Pavlovich | Atlético Morelia |          |

## Risultati

### 2. Bundesliga

#### Girone di andata
| Arbitro: | Brych |

|            |           |  |
| Hajnal 44’ | Marcatori |  |

| Arbitro: | Gagelmann |

|                          |           |  |
| Federico 41’, 75’ (rig.) | Marcatori |  |

| Arbitro: | Grudzinski |

|               |           |  |
| Daham 1’, 32’ | Marcatori |  |

| Arbitro: | Stark |

|                          |           |  |
| Kern 30’ Béda 75’ (aut.) | Marcatori |  |

| Arbitro: | Fleischer |

|                                          |           |                                |
| Şahin 48’ (aut.) Bohl 56’, 61’ Daham 64’ | Marcatori | 38’ Šukalo 45’ Ziehl 84’ Džaka |

| Arbitro: | Gräfe |

|                |           |             |
| Kolomazník 72’ | Marcatori | 54’ Karadaş |

| Arbitro: | Schalk |

|                                     |           |  |
| Reinert 16’, 71’ Daham 46’ Bohl 84’ | Marcatori |  |

| Arbitro: | Meyer |

|  |           |            |
|  | Marcatori | 83’ Hajnal |

| Arbitro: | Sippel |

|           |           |                                      |
| Demai 37’ | Marcatori | 21’ Antar 64’ Pitroipa 88’ Coulibaly |

| Arbitro: | Wagner |

|            |           |             |
| Lavrič 41’ | Marcatori | 5’ Ouattara |

| Arbitro: | Walz |

|                                                  |           |  |
| Bellinghausen 16’ Hajnal 57’ Müller 66’ Lexa 84’ | Marcatori |  |

| Arbitro: | Kircher |

|                     |           |                      |
| Timm 18’ Adlung 54’ | Marcatori | 27’ Daham 55’ Hajnal |

| Arbitro: | Rafati |

|  |           |           |
|  | Marcatori | 49’ Daham |

| Kaiserslautern 24 novembre 2006, ore 18:00 CET 14ª giornata | Kaiserslautern | 0 – 0 referto | Augusta | Fritz-Walter-Stadion (29 054 spett.)\| Arbitro: \| Schößling \| |
| Arbitro:                                                    | Schößling      |               |         |                                                                 |

| Arbitro: | Fischer |

|  |           |           |
|  | Marcatori | 56’ Daham |

| Kaiserslautern 8 dicembre 2006, ore 18:00 CET 16ª giornata | Kaiserslautern | 0 – 0 referto | Carl Zeiss Jena | Fritz-Walter-Stadion (25 860 spett.)\| Arbitro: \| Anklam \| |
| Arbitro:                                                   | Anklam         |               |                 |                                                              |

| Arbitro: | Kinhöfer |

|                              |           |                     |
| Bouzid 14’ (aut.) Scherz 36’ | Marcatori | 60’ Hajnal 83’ Bohl |

#### Girone di ritorno
| Essen 19 gennaio 2007, ore 18:00 CET 18ª giornata | Rot-Weiss Essen | 0 – 0 referto | Kaiserslautern | Georg-Melches-Stadion (15 015 spett.)\| Arbitro: \| Fleischer \| |
| Arbitro:                                          | Fleischer       |               |                |                                                                  |

| Arbitro: | Stark |

|                   |           |              |
| Bellinghausen 66’ | Marcatori | 22’ Federico |

| Arbitro: | Schriever |

|  |           |             |
|  | Marcatori | 59’ Borbely |

| Arbitro: | Sippel |

|            |           |                 |
| Vignal 51’ | Marcatori | 45’ (rig.) Kern |

| Coblenza 16 febbraio 2007, ore 18:00 CET 22ª giornata | Coblenza | 0 – 0 referto | Kaiserslautern | Stadion Oberwerth (15 000 spett.)\| Arbitro: \| Aytekin \| |
| Arbitro:                                              | Aytekin  |               |                |                                                            |

| Arbitro: | Seemann |

|                                     |           |  |
| Ziemer 5’ Meißner 24’, 39’ Bohl 40’ | Marcatori |  |

| Arbitro: | Frank |

|              |           |  |
| Dostálek 11’ | Marcatori |  |

| Arbitro: | Wagner |

|                        |           |            |
| Ziemer 16’ Meißner 75’ | Marcatori | 15’ Göktan |

| Arbitro: | Gräfe |

|                                         |           |          |
| Iashvili 11’, 82’ Antar 33’ Mohamad 90’ | Marcatori | 3’ Opara |

| Arbitro: | Meyer |

|  |           |                                              |
|  | Marcatori | 15’ (rig.) Tararache 78’ Mokhtari 90’ Lavrič |

| Burghausen 8 aprile 2007, ore 14:00 CEST 28ª giornata | Wacker Burghausen | 0 – 0 referto | Kaiserslautern | Wacker-Arena (11 000 spett.)\| Arbitro: \| Rafati \| |
| Arbitro:                                              | Rafati            |               |                |                                                      |

| Arbitro: | Gagelmann |

|                                      |           |  |
| Riihilahti 19’ Opara 60’ Simpson 86’ | Marcatori |  |

| Arbitro: | Perl |

|                                            |           |  |
| Müller 33’ Ziemer 37’ Simpson 47’ Bohl 82’ | Marcatori |  |

| Arbitro: | Winkmann |

|                                   |           |                       |
| Lawarée 32’ (rig.), 53’ Costa 75’ | Marcatori | 39’ Opara 59’ Meißner |

| Arbitro: | Stark |

|             |           |               |
| Meißner 85’ | Marcatori | 62’ Rodrigues |

| Arbitro: | Fleischer |

|              |           |             |
| Ashvetia 51’ | Marcatori | 10’ Simpson |

| Arbitro: | Walz |

|                        |           |                                 |
| Hajnal 64’, 79’ (rig.) | Marcatori | 28’ Novakovič 76’ (rig.) Helmes |

### Coppa di Germania
| Arbitro: | Meyer |

|  |           |                        |
|  | Marcatori | 33’ Karadaş 60’ Hajnal |

| Arbitro: | Gagelmann |

|          |           |  |
| Ottl 50’ | Marcatori |  |

## Statistiche

### Statistiche di squadra
| Competizione      | Punti | In casa | In casa | In casa | In casa | In casa | In casa | In trasferta | In trasferta | In trasferta | In trasferta | In trasferta | In trasferta | Totale | Totale | Totale | Totale | Totale | Totale | DR  |
| Competizione      | Punti | G       | V       | N       | P       | Gf      | Gs      | G            | V            | N            | P            | Gf           | Gs           | G      | V      | N      | P      | Gf     | Gs     | DR  |
| ----------------- | ----- | ------- | ------- | ------- | ------- | ------- | ------- | ------------ | ------------ | ------------ | ------------ | ------------ | ------------ | ------ | ------ | ------ | ------ | ------ | ------ | --- |
| 2. Bundesliga     | 53    | 17      | 9       | 6       | 2       | 34      | 15      | 17           | 4            | 8            | 5            | 14           | 19           | 34     | 13     | 14     | 7      | 48     | 34     | +14 |
| Coppa di Germania | -     | 0       | 0       | 0       | 0       | 0       | 0       | 2            | 1            | 0            | 1            | 2            | 1            | 2      | 1      | 0      | 1      | 2      | 1      | +1  |
| Totale            | 53    | 17      | 9       | 6       | 2       | 34      | 15      | 19           | 5            | 8            | 6            | 16           | 20           | 36     | 14     | 14     | 8      | 50     | 35     | +15 |

### Andamento in campionato
| Giornata  | 1 | 2  | 3 | 4 | 5 | 6 | 7 | 8 | 9 | 10 | 11 | 12 | 13 | 14 | 15 | 16 | 17 | 18 | 19 | 20 | 21 | 22 | 23 | 24 | 25 | 26 | 27 | 28 | 29 | 30 | 31 | 32 | 33 | 34 |
| --------- | - | -- | - | - | - | - | - | - | - | -- | -- | -- | -- | -- | -- | -- | -- | -- | -- | -- | -- | -- | -- | -- | -- | -- | -- | -- | -- | -- | -- | -- | -- | -- |
| Luogo     | C | T  | C | T | C | T | C | T | C | T  | C  | T  | T  | C  | T  | C  | T  | T  | C  | T  | C  | T  | C  | T  | C  | T  | C  | T  | C  | C  | T  | C  | T  | C  |
| Risultato | V | P  | V | P | V | N | V | V | P | N  | V  | N  | V  | N  | V  | N  | N  | N  | N  | V  | N  | N  | V  | P  | V  | P  | P  | N  | V  | V  | P  | N  | N  | N  |
| Posizione | 4 | 10 | 7 | 9 | 6 | 7 | 4 | 3 | 4 | 4  | 3  | 4  | 3  | 4  | 4  | 4  | 4  | 4  | 5  | 4  | 4  | 4  | 4  | 4  | 4  | 4  | 6  | 6  | 6  | 6  | 6  | 6  | 6  | 6  |

Legenda:

Luogo: C = Casa; T = Trasferta. Risultato: V = Vittoria; N = Pareggio; P = Sconfitta.

### Statistiche dei giocatori
| Giocatore        | 2. Bundesliga | 2. Bundesliga | 2. Bundesliga | 2. Bundesliga | Coppa di Germania | Coppa di Germania | Coppa di Germania | Coppa di Germania | Totale   | Totale | Totale      | Totale     |
| Giocatore        | Presenze      | Reti          | Ammonizioni   | Espulsioni    | Presenze          | Reti              | Ammonizioni       | Espulsioni        | Presenze | Reti   | Ammonizioni | Espulsioni |
| ---------------- | ------------- | ------------- | ------------- | ------------- | ----------------- | ----------------- | ----------------- | ----------------- | -------- | ------ | ----------- | ---------- |
| B. Auer          | 7             | 0             | 0             | 0             | 0                 | 0                 | 0                 | 0                 | 7        | 0      | 0           | 0          |
| A. Bellinghausen | 26            | 2             | 5             | 0             | 2                 | 0                 | 1                 | 0                 | 28       | 2      | 6           | 0          |
| S. Bohl          | 26            | 6             | 1             | 0             | 0                 | 0                 | 0                 | 0                 | 26       | 6      | 1           | 0          |
| B. Borbely       | 13            | 1             | 3             | 1             | 1                 | 0                 | 0                 | 0                 | 14       | 1      | 3           | 1          |
| I. Bouzid        | 25            | 0             | 3             | 1             | 1                 | 0                 | 0                 | 0                 | 26       | 0      | 3           | 1          |
| M. Béda          | 29            | 0             | 3             | 2             | 2                 | 0                 | 0                 | 0                 | 31       | 0      | 3           | 2          |
| N. Daham         | 26            | 7             | 4             | 0             | 2                 | 0                 | 0                 | 0                 | 28       | 7      | 4           | 0          |
| A. Demai         | 13            | 1             | 4             | 1             | 2                 | 0                 | 0                 | 0                 | 15       | 1      | 4           | 1          |
| F. Fromlowitz    | 0             | 0             | 0             | 0             | 1                 | 0                 | 0                 | 0                 | 1        | 0      | 0           | 0          |
| A. Gaebler       | 0             | 0             | 0             | 0             | 0                 | 0                 | 0                 | 0                 | 0        | 0      | 0           | 0          |
| T. Hajnal        | 32            | 7             | 5             | 0             | 2                 | 1                 | 0                 | 0                 | 34       | 8      | 5           | 0          |
| D. Halfar        | 11            | 0             | 0             | 0             | 0                 | 0                 | 0                 | 0                 | 11       | 0      | 0           | 0          |
| M. Henn          | 1             | 0             | 0             | 0             | 0                 | 0                 | 0                 | 0                 | 1        | 0      | 0           | 0          |
| A. Karadaş       | 11            | 1             | 2             | 1             | 2                 | 1                 | 0                 | 0                 | 13       | 2      | 2           | 1          |
| S. Kotysch       | 8             | 0             | 1             | 0             | 0                 | 0                 | 0                 | 0                 | 8        | 0      | 1           | 0          |
| M. Lehmann       | 1             | 0             | 0             | 0             | 0                 | 0                 | 0                 | 0                 | 1        | 0      | 0           | 0          |
| S. Lexa          | 24            | 1             | 2             | 0             | 2                 | 0                 | 0                 | 0                 | 26       | 1      | 2           | 0          |
| J. Macho         | 34            | 0             | 2             | 0             | 1                 | 0                 | 0                 | 0                 | 35       | 0      | 2           | 0          |
| S. Meißner       | 15            | 5             | 6             | 0             | 0                 | 0                 | 0                 | 0                 | 15       | 5      | 6           | 0          |
| S. Müller        | 31            | 2             | 7             | 1             | 2                 | 0                 | 1                 | 0                 | 33       | 2      | 8           | 1          |
| E. Opara         | 15            | 3             | 1             | 0             | 0                 | 0                 | 0                 | 0                 | 15       | 3      | 1           | 0          |
| M. Ouattara      | 18            | 1             | 3             | 1             | 2                 | 0                 | 0                 | 0                 | 20       | 1      | 3           | 1          |
| N. Pavlovich     | 5             | 0             | 1             | 0             | 1                 | 0                 | 0                 | 0                 | 6        | 0      | 1           | 0          |
| S. Reinert       | 23            | 2             | 1             | 0             | 1                 | 0                 | 0                 | 0                 | 24       | 2      | 1           | 0          |
| A. Riihilahti    | 10            | 1             | 3             | 0             | 1                 | 0                 | 0                 | 0                 | 11       | 1      | 3           | 0          |
| F. Schönheim     | 7             | 0             | 1             | 0             | 1                 | 0                 | 0                 | 0                 | 8        | 0      | 1           | 0          |
| J. Simpson       | 21            | 3             | 3             | 1             | 1                 | 0                 | 0                 | 0                 | 22       | 3      | 3           | 1          |
| T. Sippel        | 0             | 0             | 0             | 0             | 0                 | 0                 | 0                 | 0                 | 0        | 0      | 0           | 0          |
| G. Vignal        | 9             | 1             | 0             | 0             | 0                 | 0                 | 0                 | 0                 | 9        | 1      | 0           | 0          |
| R. Villar        | 10            | 0             | 3             | 0             | 1                 | 0                 | 0                 | 0                 | 11       | 0      | 3           | 0          |
| C. Werner        | 1             | 0             | 0             | 0             | 0                 | 0                 | 0                 | 0                 | 1        | 0      | 0           | 0          |
| M. Ziemer        | 16            | 3             | 3             | 0             | 0                 | 0                 | 0                 | 0                 | 16       | 3      | 3           | 0          |